# Dům manželů Seidlerových
Rodinný dům manželů Seidlerových stojí na ulici Václavkova čp. 2 v části Nová Ulice v Olomouci. V roce 1991 byl Ministerstvem kultury České republiky prohlášen kulturní památkou České republiky.

## Historie
Manželé Seidlerovi, kteří byli majiteli obchodu s uhlím a zástupci sklářské firmy Swarowsky, si nechali postavit moderní dům v nově vznikající zahradní čtvrti Nová Ulice nedaleko centra Olomouce. Rodinná vila byla postavena ve funkcionalistickém stylu v roce 1935 architektem Jacqusem Groagem, žákem Adolfa Loose. Později vedle jejich vily byly stejným architektem postaveny ještě dvě stavby. Stavbu prováděl stavitel a architekt Heinrich Czeschner mladší.

## Popis
Dům je samostatně stojící zděná, omítaná, podsklepená stavba o dvou podlažích na nepravidelném půdorysu ukončena plochou střechou. Je umístěna v zadní části pozemku, navazující na zahradu, ve které jsou dvě terasy. V hladce omítané fasádě jsou nepravidelně umístěna okna rozdílných velikostí a tvarů v mělkých pásových šambránách. Přízemní část do zahrady je předsazená s francouzskými okny. Otevřené schodiště doplněné terasou a zděnou markýzou vede k ložnicím v prvním patře. Vstup je situován v nároží.
V přízemí je obytný prostor rozdělen do mnoha zákoutí se dvěma výškovými úrovněmi (jídelna od obývacího pokoje s knihovnou je oddělena výškovým rozdílem). Interiér je vybaven vestavěným nábytkem, textilními doplňky šitými na míru jednotlivým pokojům doplněným starším nábytkem.